# Janów (powiat pińczowski)
Janów – wieś sołecka w Polsce, położona w województwie świętokrzyskim, w powiecie pińczowskim, w gminie Kije.
W latach 1975–1998 miejscowość należała administracyjnie do województwa kieleckiego.

## Części wsi
| SIMC    | Nazwa            | Rodzaj     |
| ------- | ---------------- | ---------- |
| 0242737 | Folwark Janowski | część wsi  |
| 0242743 | Janów-Grobla     | przysiółek |

## Historia
Janów folwark w powiecie stopnickim, gminie Szaniec, parafii Kije, odległy 8 wiorst, od Pińczowa. 

Rozległość folwarczna wynosi mórg 474, grunta orne i ogrody mórg 333, łąk mórg 89, pastw. mórg 34, nieużytki i place mórg 18. Budynków murowanych było 5, drewnianych w liczbie 2. Folwark ten w r. 1865 został oddzielony od dóbr Gartatowice.
Według spisu powszechnego z roku 1921 w Janowie było 30 domów i 162 mieszkańców